# Ma Wan
Ma Wan (en chino tradicional, 湾 马; pinyin, Mǎwān) es una isla de la Región administrativa especial de Hong Kong, situada entre la isla de Lantau y la isla de Tsing Yi al sur de China. La isla pertenece al Distrito de Tsuen Wan. Tiene una superficie de 0,96 km². es hoy más conocida como "Park Island" (Isla del parque, una urbanización privada en la isla). 
Dos canales separan Ma Wan de otras islas importantes. Al este está el canala Ma Wan, que separa a la isla Ma Wan de la isla de Tsing Yi, al Sur Oeste esta el canal Kap Shui Mun, que separa a Ma Wan de la isla de Lantau. La primera línea de playa al norte se encuentra frente  Tsing Lung Tau  en los llamados Nuevos Territorios. Al Sur esta la isla Tang Lung Chau. 
La playa Ma Wan Tung Wan está situada en la isla. 
Los templos de la diosa Tin Hau también se encuentran en la isla. Uno ha sido reconstruido en la playa norte y fue edificado originalmente por los piratas locales como Cheung Po Tsai, que a menudo se ocupaba de la gente local. Otro se encuentra en la parte antiguo del pueblo de Tin Liu. 
La isla tenía habitantes prehistóricos a finales del neolítico como lo demuestran las recientes excavaciones. También hubo habitantes aquí durante la dinastía Han. Más recientemente, en los últimos 250 años se trataba de un pequeño pueblo de pescadores llamado Liu Tiu, accesible solamente por barco o transbordador. Un parque temático, llamado Ma Wan Park fue propuesto, y la primera fase fue inaugurada el 1 de julio de 2007.